# Uwe Nester
Uwe Nester (* 16. Januar 1958) ist ein ehemaliger deutscher Fußballspieler.

## Karriere
Nester spielte in der Jugend des BSC Braunschweig und ein Jahr in der Kreisliga. 1978 wechselte er zu Eintracht Braunschweig. In seiner ersten Saison 1978/79 kam er ausschließlich in der Oberliga, bei den Amateuren zum Einsatz. Die Anpassung an den höheren Spielbetrieb gelang Nester sehr gut. Der Stürmer erzielte von 50 Toren die seine Mannschaft erzielte 21. Damit war er nicht nur bester Torschütze seines Teams, sondern auch Torschützenkönig der Oberliga Nord, vor Hans-Peter Gummlich vom TSR Olympia Wilhelmshaven. Zum Saisonabschluss stand neben dem persönlichen Erfolg Nester, auch die negative Bilanz seiner Mannschaft zu Buche. Braunschweig landete punktgleich mit Wilhelmshaven auf dem 17 und somit vorletztem Tabellenplatz. Wilhelmshaven hatte die bessere Tordifferenz und somit stieg Nester mit der Eintracht ab. Trotz des Abstieges ging es für Nester, der sich durch seine Torjägerqualitäten für Mehr empfohlen hatte aufwärts. Er stand im Bundesligateam von Trainer Heinz Lucas. Der ihn am 4. Spieltag, in der Partie gegen Eintracht Frankfurt in der 81. Spielminute zu seinem Debüt brachte. Das Spiel ging 2:3 verloren und Nester musste auf seinen nächsten Einsatz lange warten. Für Braunschweig lief die Saison nicht gut und so wechselte die Verantwortung an der Seitenlinie zu Uli Maslo. Der Nester sieben weitere Male einsetzte, davon einmal über 90 Minuten. Auch Maslo gelang es nicht das Ruder in Braunschweig positiv rumzureißen. Die Eintracht wurde mit neun Punkten Rückstand auf einen Nichtabstiegsplatz Letzter. Es war Nesters zweiter Abstieg mit zwei unterschiedlichen Braunschweiger Mannschaft in zwei Jahren. In der folgenden Spielzeit absolvierte Nester zehn Spiele in der 2. Bundesliga, davon keines über die volle Spieldauer. Braunschweig erzielte in 42 Ligaspielen 102 Tore. Nester trug keines dazu bei. Hinter dem SV Werder Bremen wurde Platz zwei in der Nordstaffel belegt. Dieser Platz berechtigte zur Relegationsrunde gegen den Zweiten der Südstaffel, Kickers Offenbach. Braunschweig setzte sich durch (Hinspiel 0:1; Rückspiel 2:0) und stieg auf. Nester kam nicht zum Zuge und nahm ein Angebot vom spanischen Zweitliga-Club FC Elche an. Nach kurzer Zeit wechselt er nach Hongkong, kehrte aber schnell nach Deutschland zurück. Er stand bei Hannover 96 unter Vertrag, kam aufgrund eines Achillessehnenrisses aber nicht zum Zuge, wechselte in die Oberliga zum MTV Gifhorn, wo er mit 27 Jahren seine aktive Zeit als Fußballspieler beendete.
2007 machte Nester nochmal Schlagzeilen, als er die Einnahme von Captagon gestand und seine ehemaligen Trainer Maslo und Heinz Patzig bezichtigte, ihn zum Doping angestiftet zu haben. Maslo ging gerichtlich gegen diese Anschuldigung vor, daraufhin wurde Nester, der seine Aussagen nicht beweisen konnte, zu einer Geldstrafe von 5000 Euro bzw. fünf Tage Haft verurteilt. Er beharrte jedoch auf seinen Anschuldigungen und zog 2009 die Gefängnisstrafe vor, die er in der Justizvollzugsanstalt Detmold absaß.